# Меттью Андерсон
Меттью Джон Андерсон (англ. Matthew John Anderson; нар. 18 квітня 1987, Баффало, Нью-Йорк США) — американський волейболіст, бронзовий призер Олімпійських ігор 2016 року.
Капітан збірної США на першості світу 2022.

## Виступи на Олімпіадах
| Олімпіада           | Дисципліна | Місце |
| ------------------- | ---------- | ----- |
| Лондон 2012         | волейбол   | 5     |
| Ріо-де-Жанейро 2016 | волейбол   | 3     |